# Lakatos Tibor
Lakatos Tibor (1933 – Gödöllő, 2003. október 26.) magyar agrárközgazdász, miniszterhelyettes.

## Élete
A kemencei állami gazdaság pénztárosaként kezdte pályafutását, majd a Gödöllői Agrártudományi Egyetemen agrárközgazdász képesítést szerzett. Ezután az egyetem tangazdaságának főkönyvelője lett. 1970-ben a Kiskunsági Állami Gazdaság igazgatói székébe került, onnan nevezték ki 1973-ban a Pest megyei Tanács Végrehajtó Bizottságának elnökhelyettesévé. 1978-ban a Mezőgazdasági és Élelmezésügyi Minisztériumba került, ahol négy éven keresztül töltötte be a miniszterhelyettesi posztot. 1982 májusában áthelyezték a Pest-Nógrád-Komárom megyei Mezőgazdasági Ellátó Vállalat (AGROKER) vezetőjének.

### Kutatható iratanyaga
Miniszterhelyettesi működési időszakából 0,84 iratfolyóméternyi (7 doboznyi), maradandó értékűnek minősített iratanyaga került az Országos Levéltár, mai nevén Magyar Nemzeti Levéltár Országos Levéltára őrizetébe, ahol az a XIX-K-9-bd törzsszámon kutatható.